# Sant Felitz de Tornagat
Sant Felitz de Tornagat (en francès Saint-Félix-de-Tournegat) és un municipi francès situat al departament de l'Arieja i a la regió d'Occitània.